# Jorge Baptista da Silva

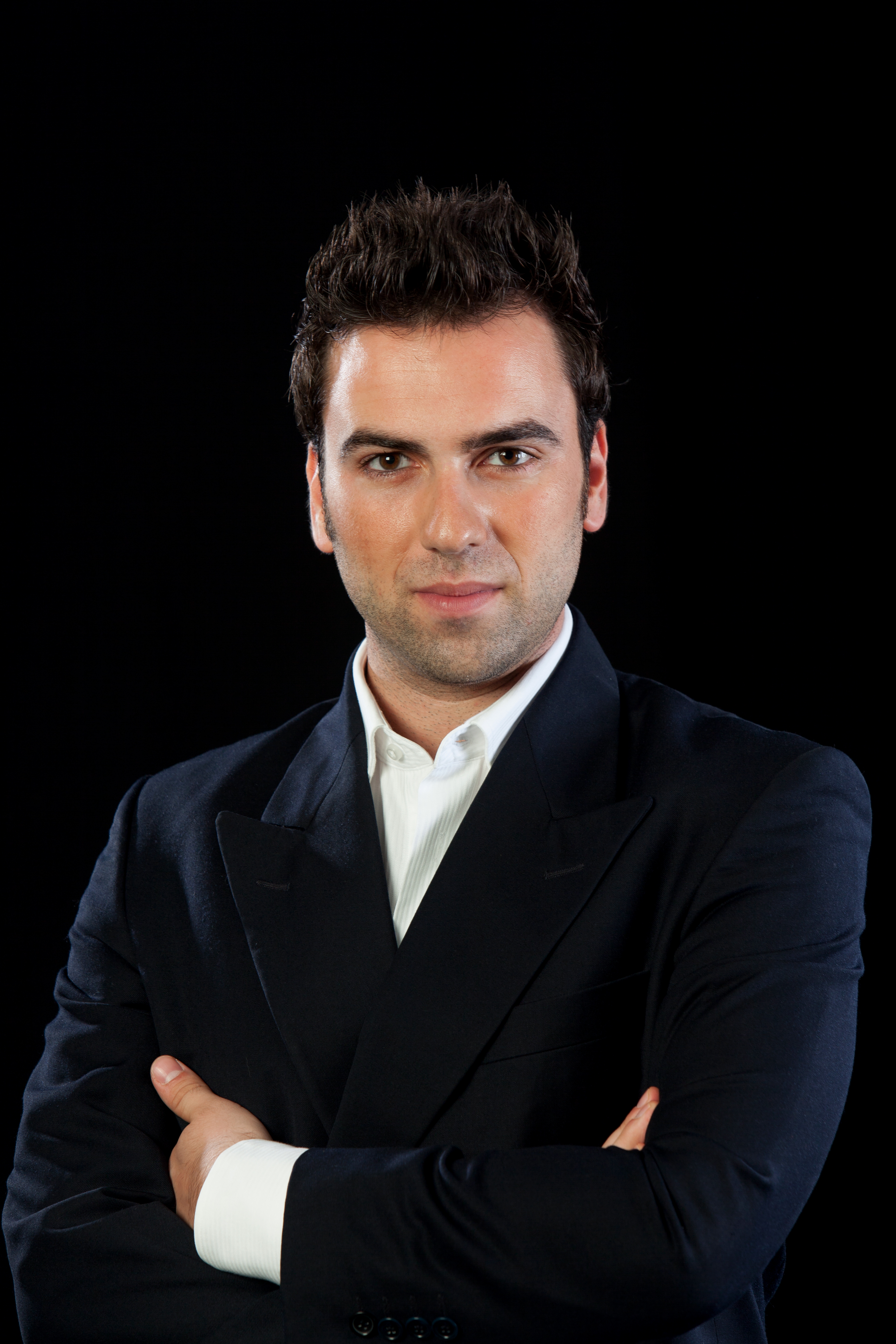
Jorge Baptista da Silva

Jorge André Baptista da Silva Figueiredo (Jorge Batista da Silva, Cascais, 28 de Fevereiro de 1987) é um cantor e musicólogo português.

## Biografia
Nasceu em Cascais, mas viveu em Carcavelos, onde começou a cantar fado aos 11 anos. Iniciou-se também nesta altura no teatro na sua freguesia, pela mão de Maria Odete Morgado.
Em 1998, já cantava em casas de fado.
Em 2001, canta a convite de Carlos Zel no Wonderbar do Casino Estoril nas míticas quartas-feiras de fado ao lado de Beatriz da Conceição. Ainda nesse ano vence o primeiro prémio num concurso de fados organizado pela junta de freguesia de São Domingos de Rana. No júri estavam, Carlos Zel, Maria Mendes, Nuno de Aguiar, Mila Soares, Fernando Soares, António Frazão (pai de Carlos Zel) que lhe oferece vários poemas da sua autoria para cantar e o maestro Augusto Mendonça, com quem mais tarde vem a ter algumas lições de música e escreve para a sua voz fados e canções. Estava presente nessa noite o ex. presidente da república Mário Soares que apoiava José Lamego para a sua candidatura à Câmara de Cascais que felicita o jovem fadista depois da entrega do primeiro lugar. Canta ainda nesse ano ao lado de Carlos Zel, Ana Sofia Varela e Rodrigo na campanha de candidatura de António Capucho à Câmara de Cascais no Auditório da Escola Hoteleira do Estoril.
Em 2002 canta no Café Café de Herman José ao lado de Mila Soares, Fernando Soares, Fernando Maurício, Maria Amélia Proença e Mariza para o actor francês Gérard Depardieu.
Em 2003 ganha o primeiro lugar no concurso de fado organizado pelas festas do mar em Cascais. Canta para a cantora brasileira Gal Costa aquando da sua actuação nas festas do mar em Cascais. 2004 é marcado pela sua estreia internacional nos palcos franceses. Por influência do amigo de família Luiz Goes começa a cantar a canção de Coimbra.
Aos 17 anos gravou o seu 1º CD “Imagem Verdadeira”. Estuda solfejo com Madalena Sá Pessoa. Em 2004 canta ao lado da cantora brasileira Ângela Maria e do cantor Roberto Leal.
Aos 19 anos começa a ter aulas de canto particulares e aos 20 anos entra no Conservatório Nacional de Lisboa, onde faz a sua formação em canto com Filomena Amaro, José Manuel Araújo e particularmente com Elvira Ferreira.
Foi pela mão de José Manuel Araújo seu professor de voz e de Carlos Avilez seu professor de artes cénicas que deu vida ao personagem Aeneas da Ópera “Dido and Aeneas” de Purcell, levada a cena no Teatro Nacional de S. Carlos. 
Em 2010 participou no programa “Nasci para o Fado” da RTP e foi convidado por Filipe La Féria para integrar no elenco "Fado - História de um povo" que ficou mais de um ano em cena no Salão Preto e Prata do Casino Estoril. 
Em 2011 estuda com a soprano Montserrat Caballé em Zaragoza e em Londres com Susan Waters.
Foi um dos fadistas da casa "Povo" onde gravou o seu 2º CD intitulado “Povo”. Tem ainda uma participação no CD de homenagem a Carlos Paião (De mão em mão com o fado no coração), onde canta o tema “Discoteca”.
Inaugura em 2012 a Escola de Fado do Grupo Desportivo da Mouraria no Palácio dos Távoras com o Dr. António Costa (na época presidente da CML). Canta no Coliseu dos Recreios na homenagem ao rei da morna Bana (transmitido em directo para a RTP África). Ainda nesse ano a convite de Pilar del Rio canta nos 90 anos de José Saramago evocando Domenico Scarlatti na apresentação em teatro do Memorial do Convento na fundação José Saramago.
Em 2013 tem uma participação no CD “Elegia” de Sidónio Pereira e Jorge Fernando onde canta “Quero arrancar-te do peito”.
Em 2014 estuda com Fiorenza Cossoto, Lucia Mazzaria, e Vasco Gil.
Foi convidado por João Balula Cid para gravar o seu 3º CD "No melhor piano cai o fado", com textos de apreciação de José Barata Moura, José Fanha, Nuno Nazareth Fernandes e Nuno Gomes dos Santos. O CD foi apresentado no Palácio Foz (2014).
Tem reforçado o Coro do Teatro Nacional de São Carlos em diversas ocasiões. 
Canta com a fadista Maria Mendes “Sucessos da Diva do Fado” (uma homenagem a Amália Rodrigues) que deu origem a mais uma gravação, o seu 4º CD “Sucessos da Diva do Fado”.
Integra o elenco das casas de fado Páteo de Alfama, Fado em Si e Real Fado. Foi durante alguns anos fadista residente da Casa de Linhares onde cantou ao lado de Maria da Nazaré, Celeste Rodrigues, Cidália Moreira e Jorge Fernando. Fez também parte do elenco da Parreirinha de Alfama.
Em 2016 grava também com João Balula Cid o seu 5º CD “Fados, Tangos e Boleros” com textos de Vítor de Sousa e Nuno Nazareth Fernandes. Canta com João Balula Cid e Luísa Amaro para o presidente da República Marcelo Rebelo de Sousa na Inauguração da Sede da Associação “Amigas do Peito”. Canta para o ex. Presidente da República Jorge Sampaio no Martinho da Arcada numa evocação sobre Fernando Pessoa. É convidado pela médica da Voz Dra. Clara Capucho para actuar no teatro Ibérico juntamente com vários nomes do espectáculo português. Canta ainda nesse ano para o presidente Marcelo Rebelo de Sousa no Teatro Armando Cortez no dia mundial da música. Cantou com Carlos Alberto Moniz e Natalia Kuznietsova ao piano.
Participou nos musicais “Memórias do cinema português” e "As cantigas do cinema português".
Grava “Nella Fantasia” o seu 6º CD que mostra a sua vertente lírica com a soprano Ana Madalena Moreira e piano Natalia Kuznietsova. “Nella Fantasia” tem textos de apreciação de Helena Ramos e Eládio Clímaco. Faz várias apresentações no museu da música.
Conta com várias aparições nas televisões e nas rádios. 
Cria, juntamente com Maria Mendes o espectáculo “Fados e Canções de Sempre”. Cantou com regularidade com Yolanda Soares.
Em 2017 a RTP prestou-lhe homenagem com um “Tributo” da autoria de Helena Ramos.
Depois de várias actuações nos E.U.A., em Outubro de 2017 foi lá homenageado.
É convidado pela FadoTV para fazer entrevistas de vida a figuras públicas. O programa chama-se “JBS Conversas com Arte”.
Em 2019 faz parte do projecto a “Ópera vai à rua”. Canta no Capitólio no dia mundial da Voz ao lado de vários nomes do nosso meio artístico.
É uma das vozes juntamente com a soprano Teresa Cardoso Menezes do “Hino do movimento da mensagem de Fátima” que depois da gravação em CD, cantam ao vivo no palco do repleto Centro pastoral Paulo VI, acompanhados ao piano pela sua compositora Leonor Leitão Cadete.
É licenciado em Ciências Musicais pela FCSH.
Grava o seu 7º CD “Anema e Core”. Um CD duplo de canções napolitanas com Natalia Kuznietsova.
Com produção Sonhos em Cena, percorre o país com o espectáculo “Amália, Fado e Saudade” .
Foi Gleb Vaganov no musical "Anastácia". 
Foi Fernando Farinha no musical "O miúdo da Bica" sobre a sua vida e obra. 
Juntamente com Victor de Sousa formam um espectáculo de Fados e Poesia.
Com produção de Sonhos em Cena, interpreta o jovem António Calvário no musical "Calvário uma vida de canções" com o próprio António Calvário.
Grava o seu 8º CD "Íntimo", um CD de Fado com texto de apreciação de Nicola di Bari.
Grava o seu 9º CD "Natal português", com parceria com o santuário do Cristo-Rei.
Juntamente com André Gago formam um espectáculo de Fados e Poesia de Natal.
A convite do poeta Carlos Baleia, grava o seu 10º CD "Jorge Baptista da Silva canta Carlos Baleia" que foi apresentado no Museu do Fado.
A 6 de Novembro de 2022 foi homenageado na 6ª Gala de Fado da Voz do Operário com o prémio Solidariedade.
Juntamente com Rita Ribeiro formam o espectáculo "Cantigas da Rua", que está a percorrer o país. 
Desloca-se com regularidade ao estrangeiro para actuações.

## Discografia
•	2005 – “Imagem Verdadeira”
•	2012 – “Povo”
•	2014 – “No melhor piano cai o fado”
•	2015 – “Sucessos da diva do fado”
•	2016 – “Fados, Tangos e Boleros”
•	2017 – “Nella Fantasia”
•	2019 – “Anema e Core”
•	2021 – “Íntimo”
•	2021 – “Natal Português”
•	2022 – “Jorge Baptista da Silva canta Carlos Baleia”